# بوتلوة
البوتلوة[بحاجة لمصدر] (الاسم العلمي: Bouteloua) هي جنس من النباتات يتبع الفصيلة النجيلية من رتبة القبئيات. يُسمى أنواع الجنس هذا الجَرَامة.

## أنواع البوتلوة
- بوتلوة أحادية الزهرة
- بوتلوة أرجوانية
- بوتلوة أسلية
- بوتلوة أمريكية
- بوتلوة حولية
- بوتلوة زاحفة
- بوتلوة متشعبة
- بوتلوة متملصة
- بوتلوة متوسطة
- بوتلوة مزدوجة الصفوف
- بوتلوة منعكسة
- بوتلوة نهرية
- بوتلوة وليامسية